# San Juan de Lucanas
San Juan de Lucanas es una localidad peruana ubicada en la región Ayacucho, provincia de Lucanas, distrito de San Juan. Es asimismo capital del distrito de San Juan. Se encuentra a una altitud de 3252 m s. n. m. Tenía una población de habitantes en 1993.

## Clima
| Parámetros climáticos promedio de San Juan | Parámetros climáticos promedio de San Juan | Parámetros climáticos promedio de San Juan | Parámetros climáticos promedio de San Juan | Parámetros climáticos promedio de San Juan | Parámetros climáticos promedio de San Juan | Parámetros climáticos promedio de San Juan | Parámetros climáticos promedio de San Juan | Parámetros climáticos promedio de San Juan | Parámetros climáticos promedio de San Juan | Parámetros climáticos promedio de San Juan | Parámetros climáticos promedio de San Juan | Parámetros climáticos promedio de San Juan | Parámetros climáticos promedio de San Juan |
| Mes                                        | Ene.                                       | Feb.                                       | Mar.                                       | Abr.                                       | May.                                       | Jun.                                       | Jul.                                       | Ago.                                       | Sep.                                       | Oct.                                       | Nov.                                       | Dic.                                       | Anual                                      |
| ------------------------------------------ | ------------------------------------------ | ------------------------------------------ | ------------------------------------------ | ------------------------------------------ | ------------------------------------------ | ------------------------------------------ | ------------------------------------------ | ------------------------------------------ | ------------------------------------------ | ------------------------------------------ | ------------------------------------------ | ------------------------------------------ | ------------------------------------------ |
| Temp. media (°C)                           | 11.6                                       | 11.8                                       | 11.8                                       | 11.4                                       | 10.1                                       | 8.8                                        | 8.2                                        | 8.9                                        | 10.1                                       | 11                                         | 11.2                                       | 11.5                                       | 10.5                                       |
| Temp. mín. media (°C)                      | 4.5                                        | 4.9                                        | 4.9                                        | 3.8                                        | 1.6                                        | -0.2                                       | -1                                         | -0.5                                       | 1.1                                        | 1.7                                        | 2.1                                        | 3.6                                        | 2.2                                        |
| Fuente: climate-data.org                   |                                            |                                            |                                            |                                            |                                            |                                            |                                            |                                            |                                            |                                            |                                            |                                            |                                            |